# Wiechowice
Wiechowice (deutsch Wehowitz, 1936–1945 Wehen, tschechisch Vehovice) ist ein Ort in der Landgemeinde Branice im Powiat Głubczycki der Woiwodschaft Opole in Polen.

## Geographie

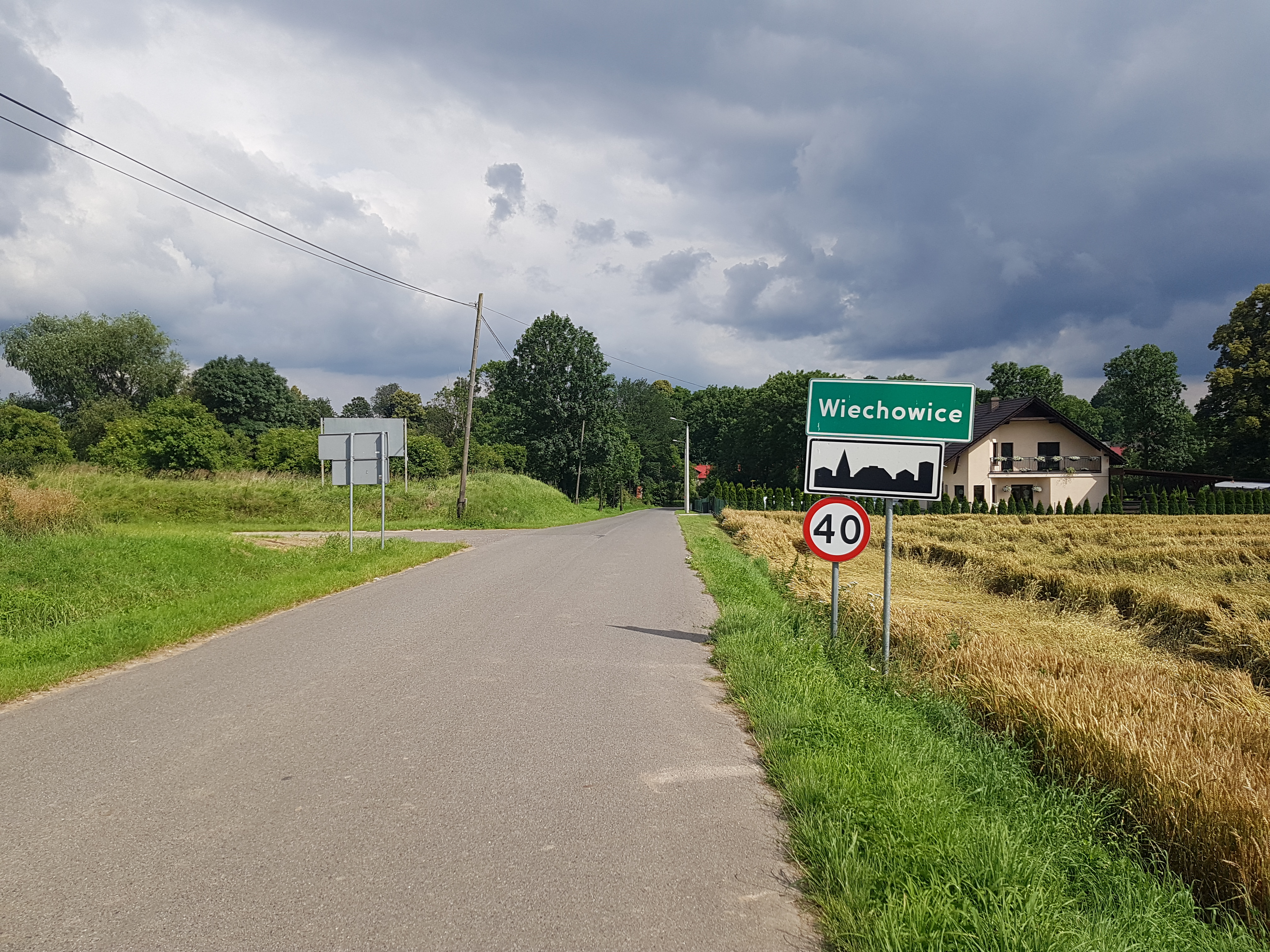
Ortseingang

Das Angerdorf Wiechowice liegt zwölf Kilometer südöstlich von Branice, 27 Kilometer südlich von Głubczyce (Leobschütz) und 91 Kilometer südlich von  Opole (Oppeln) in der Schlesischen Tiefebene an der Landesgrenze zu Tschechien, die an der Oppa verläuft.
Nachbarorte von Wiechowice sind im Nordwesten Dzierżkowice  (Dirschkowitz) und im Norden Uciechowice (Auchwitz). Jenseits der Landesgrenze liegen im Südosten Opava (Troppau) und im Südwesten Vávrovice (Wawrowitz).

## Geschichte

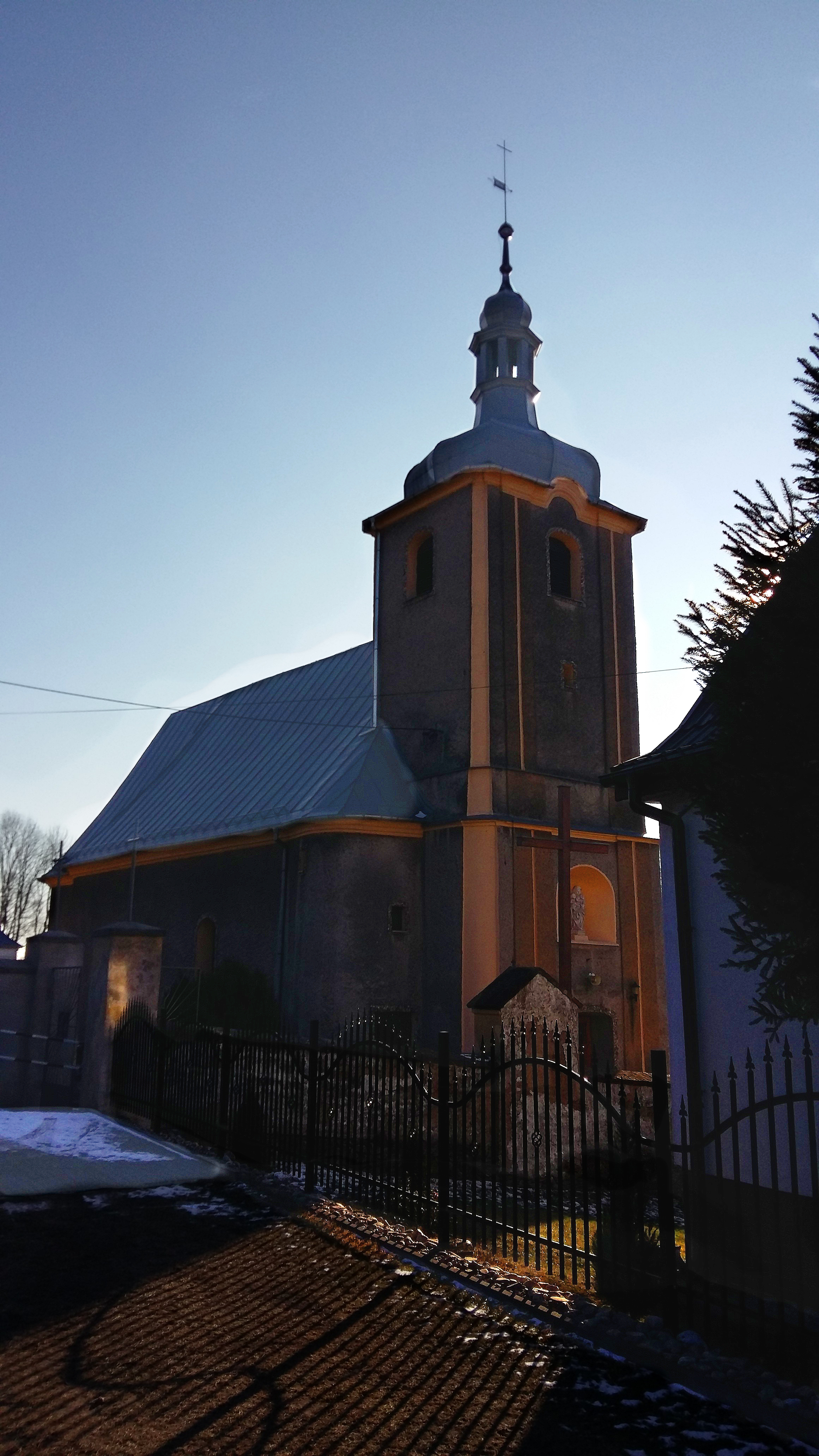
Annakirche

Urkundliche Erwähnungen des Dorfes im Mittelalter liegen nicht vor. Erst 1613 wird der Ort erstmals erwähnt.
1723 zählte Wehowitz einen Müller, zwei Bauern mit sehr großem Hof, neun Bauern mit größerem Hof, zwei Bauern mit mittlerem Hof und ein Bauer mit kleinem Hof sowie 16 Kleinbauern. Der Ort zählte eine Fläche von 486 ha. Nach dem Ersten Schlesischen Krieg 1742 fiel Wehowitz mit dem größten Teil Schlesiens an Preußen. 1789 wurde im Ort eine Schule eingerichtet. 1793–94 wurde die katholische Kirche erbaut.
Nach der Neuorganisation der Provinz Schlesien gehörte die Landgemeinde Wehowitz ab 1816 zum Landkreis Leobschütz im Regierungsbezirk Oppeln. 1845 bestanden im Dorf eine katholische Kirche, eine katholische Schule, vier Wassermühlen und 70 Häuser. Im gleichen Jahr lebten in Wehowitz 413 Menschen, davon vier evangelisch. 1861 zählte Wehowitz 13 Bauer-, 17 Gärtner-, sowie 14 Häuslerstellen. 1874 wurde der Amtsbezirk Boblowitz gegründet, welcher die Landgemeinden Boblowitz, Dirschkowitz, Waissak und Wehowitz und die Gutsbezirke Boblowitz und Waissak umfasste. 1894 wurde im Ort ein neues Schulhaus erbaut.
1903 wurden weite Teile des Ortes durch ein Hochwasser der Oppa überflutet. Dabei wurde die Brücke zerstört. Bei der Volksabstimmung in Oberschlesien am 20. März 1921 stimmten in Wehowitz 412 Personen für einen Verbleib bei Deutschland und 0 für Polen. Wehowitz verblieb wie der gesamte Stimmkreis Leobschütz beim Deutschen Reich. 1933 zählte der Ort 538 Einwohner. Am 12. Juni 1936 wurde der Ort in Wehen umbenannt. 1939 zählte Wehen 515 Einwohner. Bis 1945 gehörte der Ort zum Landkreis Leobschütz.
1945 kam der bisher deutsche Ort unter polnische Verwaltung, wurde in Wiechowice umbenannt und der Woiwodschaft Schlesien angeschlossen. 1950 wurde Wiechowice der Woiwodschaft Oppeln zugeteilt. 1999 wurde es Teil des wiedergegründeten Powiat Głubczycki.

## Sehenswürdigkeiten
- Die römisch-katholische St.-Anna-Kirche (poln. Kościół św. Anny) wurde 1793 bis 1794 erbaut. 1916 wurde der Kirchenbau erweitert. Der Kirchenbau steht seit 1966 unter Denkmalschutz.[9]